# Bambú (metropolitana di Madrid)
Bambú è una stazione della linea 1 della metropolitana di Madrid.
Si trova nella zona nord della città, all'incrocio tra Calle Bambú (da cui prende il nombre) e Calle Yuca, nel distretto Chamartín.

## Storia
È stata inaugurata l'11 aprile 2007 insieme alle stazioni di Hortaleza e Manoteras nel prolungamento delle linee 1 e 4 fino a Pinar de Chamartín.

## Accessi
Vestibolo Bambú
- Bambú Calle Bambú, 14
- Ascensore Calle Bambú, 14

## Interscambi

### Autobus urbani
| Diurni |                    |                                                   |
| Linea  | Direzione          | Fermata                                           |
| 129    | Plaza de Castilla  | 124: Bambú-Yuca                                   |
| 150    | Sol-Sevilla        | 124: Bambú-Yuca                                   |
| 174    | Plaza de Castilla  | 124: Bambú-Yuca                                   |
| 129    | Manoteras          | 3594: Av. Burgos-Yuca (Calle de Arturo Soria 330) |
| 150    | Virgen del Cortijo | 3594: Av. Burgos-Yuca (Calle de Arturo Soria 330) |

### Autobus extraurbani
| Diurnos |                             |                                        |                                 |
| Línea   | Destino                     | Parada                                 | Operador                        |
| 171     | Madrid (Pinar de Chamartín) | 123: Bambú-Av. Pio XII (Calle Bambú 4) | Transportes Santo Domingo, S.A. |